# Dehiwala-Mount Lavinia
Dehiwala-Mount Lavinia is een stad in het westen van Sri Lanka en vormt een zuidelijke voorstad van de commerciële hoofdstad Colombo. Met een inwonertal van 210.546 (census 2001) is het de op een na grootste stad van het land.
De stad werd geformeerd door de bestuurlijke samenvoeging van een aantal belangrijke voorwijken en gemeenten van Colombo, waaronder Dehiwala en de badplaats Mount Lavinia. Deze beide voormalige plaatsen bevinden zich direct ten zuiden van Colombo, aan de Galleweg, een slagader die langs de kust naar het zuiden van het land loopt. In Dehiwala bevindt zich de Nationale Dierentuin van Sri Lanka, een van de grootste dierentuinen van Azië en in Mount Lavinia het S. Thomas' College, een van de bekendste privéscholen (basis- en middelbaar onderwijs) van Sri Lanka. Het prominentste gebouw is het Mount Lavinia Hotel, waar eens de Britse gouverneurs van Ceylon woonden.

## Dehiwala
Dehiwela ligt aan de grens met Colombo en heeft in recente jaren een grote industrialisatie en urbanisatie doorgemaakt. De goedkope grond zorgde voor een grote bouwwoede, waarbij vele hypermarkten, warenhuizen en flats uit de grond werden gestampt. Verder naar het binnenland bevinden zich ook veel woningbouwprojecten rond het Attidiyameer (waar ook veel wild voorkomt), waaronder Sri Lanka's eerste gated community Lotus Grove.
Door de ongecontroleerde groei en grote congestie heeft Dehiwala te kampen met veel vervuiling. Het uitbreiden van het wegennet heeft niet geleid tot een verbetering hierin en momenteel wordt gewerkt aan plannen voor overdekte wegen en de aanleg van een lijn voor de Metro van Colombo om verandering hierin te bewerkstelligen.

## Mount Lavinia
Mount Lavinia vormt een buitenwijk die met name bestaat uit middenklassewoningen, waaraan de industrialisatie tot nog toe voorbijgegaan is. De plaats staat bekend om haar "gouden mijl" aan stranden en vormt een toeristische trekpleister met bijbehorend nachtleven. Het vormt een van de meest vrije gebieden van Sri Lanka en heeft een eigen jaarlijkse gay pride, waaronder het bekende Rainbow Kite Festival.

### Naam
De naam Mount Lavinia werd ingesteld in 1805 toen de Britse gouverneur-generaal Thomas Maitland (1805-1811) deze naam gebruikte in een brief naar de Britse minister van buitenlandse zaken Henry Robert Stewart. De lokale naam van Mount Lavinia is Galkissa, waarbij 'Kissa' staat voor een archaïsch Singalees woord voor 'rots', verwijzend naar een lokale legende over een grote geldschat uit een scheepswrak dat ergens verborgen moet liggen tussen de rotsen bij Mount Lavinia.
De oorsprong van naam Mount Lavinia is onduidelijk. Volgens een populaire lokale legende hangt de naam samen met aanwezigheid van Maitland. Tijdens een ontvangstpartij ter ere van zijn aankomst op het eiland zou hij zijn ogen hebben laten vallen op een lokale mestiezendanseres genaamd Lovina, wier vader het hoofd vormde van een theatergezelschap. Maitland werd volgens het verhaal betoverd door haar lach en charme en deed er alles aan om haar vaker te zien. Dit kon echter niet in het openbaar, daar het in die tijd zeer ongebruikelijk voor een ongetrouwde Britse officier was om te worden gezien met een lokale danseres. Volgens een legende werd ze naar zijn landhuis gesmokkeld door een geheime tunnel van haar vaders put naar een wijnkelder in zijn huis. In 1811 vertrok Maitland naar Malta, waar hij ongetrouwd stierf. In 1920 zou de tunnel uiteindelijk zijn afgesloten. Rondom het huis van de ex-gouverneur ontstond een zigeunerdorp, dat uitgroeide tot het huidige Lavinia (Lovina). Het huis van de gouverneur, dat bekend kwam te staan als "Mount Lavinia House", bevindt zich nu achter de muren van het Mount Lavinia Hotel, de invulling die het gebouw kreeg nadat de gouverneurs verhuisd waren naar het Presidentshuis in Colombo. Later werd ter ere van Maitlands enige geliefde Lovina een monument van haar opgericht te midden van een fontein aan de ingang van het hotel.
Een andere theorie herleidt de naam tot de naam die de Singalezen die langs de kuststrook woonden, gebruikten voor het lokale voorgebergte, namelijk Lihiniya Kanda of Lihiniyagala, wat "de heuvel/rots van de zeemeeuw" betekent.

## Demografie
| Etniciteit                         | Aantal  | %     |
| ---------------------------------- | ------- | ----- |
| Singalezen                         | 158.070 | 75,35 |
| Sri Lankaanse Tamils               | 22.737  | 10,84 |
| Indiase Tamils                     | 2.060   | 0,98  |
| Sri Lankaanse Moren                | 20.357  | 9,70  |
| Overig (o.a. Burghers en Maleiers) | 6.563   | 3,13  |
| Totaal                             | 209.787 | 100   |